# Amable de Brugier de Rochebrune
Amable de Brugier de Rochebrune est un homme politique français né le 3 avril 1745 à Saint-Flour (Cantal) et décédé le 12 octobre 1815 à Galkowitz (Allemagne).
Officier de cavalerie au régiment du Dauphin, il est député de la noblesse aux États généraux de 1789 pour le bailliage de Saint-Flour et siège au comité des finances. Il émigre en 1791.

## Sources
- « Amable de Brugier de Rochebrune », dans Adolphe Robert et Gaston Cougny, Dictionnaire des parlementaires français, Edgar Bourloton, 1889-1891 [détail de l’édition]
- Ressource relative à la vie publique :   - Base Sycomore